# Mjóstíggjur (Eysturoy)
Mjóstíggjur è una montagna alta 482 metri sul mare situata sull'isola di Eysturoy, nell'arcipelago delle Isole Fær Øer, in Danimarca.